# Kisszentmárton
Kisszentmárton község Baranya vármegyében, a Sellyei járásban.

## Fekvése
Az Ormánság középső-déli részén helyezkedik el; a szomszédos települések: észak felől Baranyahídvég, északkelet felől Sámod, nyugat felől pedig Hirics.

### Megközelítése
Zsáktelepülés, csak közúton érhető el, legegyszerűbben a Harkány-Sellye-Darány közti 5804-es útról Sámodnál dél felé letérve, az 58 132-es számú mellékúton. Hirics felől a község alsóbbrendű önkormányzati úton közelíthető meg; Majláthpuszta nevű, közvetlenül a déli határ közelében fekvő községrészére pedig az 58 131-es számú mellékút vezet.

## Története
A település az itt előkerült régészeti leletek szerint már az ókorban is lakott volt.
Kisszentmárton nevét 1257-ben említették először a sámodi uradalom határjárásakor: az okori egyház (Okrimindszent) földjét és szigetét említik, ott, ahol ma Kisszentmárton fekszik. Az apátság birtoklásának emlékét az 1883-as térképen még feltüntetett Apáti puszta őrzi.
A török időkben a magyarok lakta falu lakossága megfogyatkozott, csak pár családot számoltak össze az 1559-es összeíráskor.

## Közélete

### Polgármesterei
- 1990–1994: Darabos Jenő (független)[3]
- 1994–1998: Lónay Gyula (független)[4]
- 1998–2002: Lónay Gyula (független)[5]
- 2002–2006: Bogdán Gábor (független)[6]
- 2006–2010: Bogdán Gábor (független)[7]
- 2010–2011: Lónay Gyula (független)[8]
- 2011–2014: Bogdán Gábor (Fidesz-KDNP)[9]
- 2014–2018: Bogdán Gábor (Fidesz-KDNP)[10]
- 2018–2019: Dr. Lónay Gyula (független)[11]
- 2019–2024: Dr. Lónay Gyula (független)[12]
- 2024– : Dr. Lónay Gyula (független)[1]

A településen 2011. augusztus 28-án időközi polgármester-választást (és képviselő-testületi választást) tartottak, az előző képviselő-testület önfeloszlatása miatt. A választáson a hivatalban lévő polgármester is elindult, de három jelölt közül csak a második helyet érte el.
2018. november 18-án ismét időközi polgármester-választást kellett tartani a községben, ezúttal az előző polgármester halála miatt.

## Népesség
A település népességének változása:
| Lakosok száma | 243  | 242  | 246  | 244  | 230  | 229  | 228  | 214  |
|               | 2013 | 2014 | 2015 | 2019 | 2021 | 2022 | 2023 | 2024 |

A 2011-es népszámlálás során a lakosok 100%-a magyarnak, 23,3% cigánynak, 0,8% horvátnak, 0,4% románnak mondta magát (a kettős identitások miatt a végösszeg nagyobb lehet 100%-nál). A vallási megoszlás a következő volt: római katolikus 65,7%, református 22,9%, görögkatolikus 1,3%, felekezeten kívüli 4,7% (5,5% nem nyilatkozott).
2022-ben a lakosság 93%-a vallotta magát magyarnak, 19,7% cigánynak, 0,4% egyéb, nem hazai nemzetiségűnek (7% nem nyilatkozott; a kettős identitások miatt a végösszeg nagyobb lehet 100%-nál). Vallásuk szerint 34,5% volt római katolikus, 16,2% református, 0,4% görög katolikus, 7% felekezeten kívüli (41,9% nem válaszolt).

## Nevezetességei
- Református templom (1865)
- Pásztorház
- Majláti horgásztó
- Bőköz tanösvény Majlátpusztán[17]
- Drávapart

## Neves személyek
- Kisszentmártonban született Hamar István (1867–1933) református egyházi író, tanár, lelkész.[18]
- Itt született Kovács Ferenc (1946) festőművész.[19]